# 粗體臂鈎躄魚
粗體臂鈎躄魚為輻鰭魚綱鮟鱇目躄魚亞目臂鈎躄魚科的其中一種，為溫帶海水魚，被IUCN列為極危保育類動物，分布於澳洲塔斯馬尼亞島海域，棲息深度1-60公尺，體長可達15公分，棲息在近海至大陸棚沙泥底質水域，生活習性不明。